# Jack the Ripper

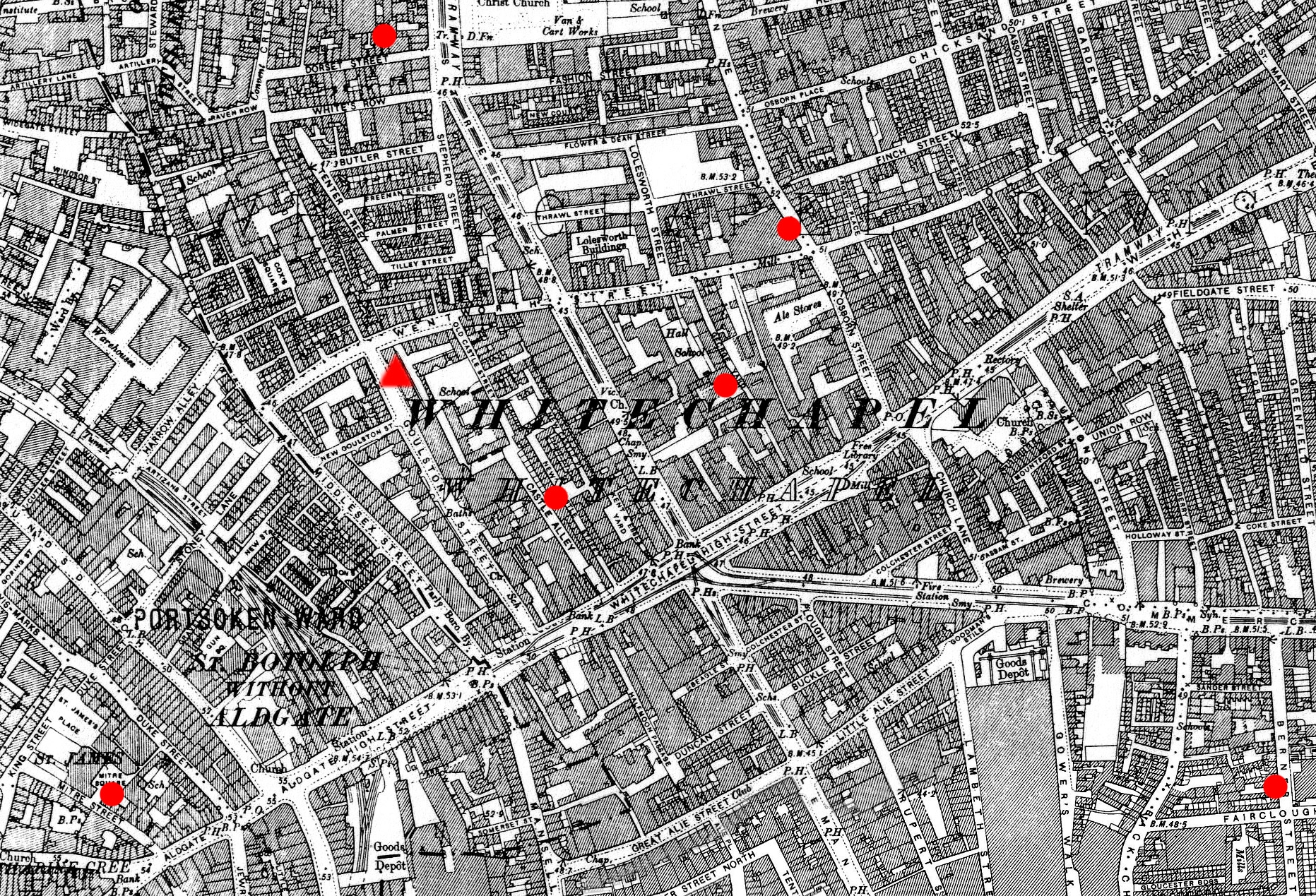
Kaart die locatie toont van zes van de plaatsen delict (rode cirkels). Linksonder: Mitre Square (waar Catherine Eddowes is gevonden), rechtsonder: Berner Street (waar Elizabeth Stride is gevonden). Andere plaatsen zijn (kloksgewijs vanaf boven): Dorset Street (Mary Jane Kelly), Osborn Street (Emma Elizabeth Smith), George Yard (Martha Tabram) en Castle Alley (Alice McKenzie).

Jack the Ripper is de naam die gegeven is aan een seriemoordenaar die in de tweede helft van 1888 in Londen vrouwen verminkte en vermoordde. De naam komt uit een brief van iemand die beweerde de moordenaar te zijn, verstuurd naar de politie ten tijde van de moorden. De schrijver ervan kende details die alleen de moordenaar  kon weten (daderkennis). De identiteit van Jack the Ripper is nooit achterhaald.
Vijf moorden werden op loopafstand van elkaar gepleegd waarbij de slachtoffers ernstig toegetakeld werden. Deze worden toegeschreven aan de seriemoordenaar Jack the Ripper. De slachtoffers zijn bekend geworden als the canonical five. Daarnaast zijn in Whitechapel van 1888 tot 1891 nog vijf, mogelijk zes vrouwen vermoord van wie niet volkomen duidelijk is of ze door dezelfde dader omgebracht zijn.
Waarom de vrouwen vermoord zijn, is nooit vastgesteld. Er bestaat een reeks theorieën (zoals de Royal Conspiracy Theory), maar geen enkele daarvan wordt in brede kring aangehangen. De mythe die de moorden omringt, vindt zijn oorzaak in een combinatie van geschiedkundig onderzoek, samenzweringstheorieën en folkloristische verzinsels. Door de beperkte feitenkennis over de moordenaar werd de verbeelding in de loop der tijd zodanig gestimuleerd, dat naar tal van mensen met een beschuldigende vinger werd gewezen.

## Slachtoffers
Het aantal en de namen van de slachtoffers van de Ripper is onderwerp van discussie, maar over het algemeen wordt aangenomen dat de vijf onderstaande vrouwen tot zijn slachtoffers behoren. Zij worden daarom wel als 'canonieke' slachtoffers aangeduid: degenen waarvan algemeen wordt aangenomen dat zij inderdaad tot de Ripper-moorden behoren. Veelal worden zij allen aangeduid als prostituee, maar of dat correct is, is maar zeer de vraag. Hoewel vrouwen in de arme wijk Whitechapel deden aan gelegenheidsprositutie, probeerden velen ook de kost te verdienen door in de schoonmaak, was of het venten geld te verdienen. Velen van hen knoopten ook betrekkingen aan met mannelijke beschermers, soms kort en soms in een jarenlange relatie. Vanuit de hogere klassen werd op deze leefwijze neergekeken en werd over al deze vrouwen gesproken als prostituee. Historica Hallie Rubenhold geeft aan dat van drie van de vijf vrouwen niet onomstotelijk vast staat dat de term 'prostituee' daadwerkelijk op hen van toepassing was.
1. Mary Ann Nichols (meisjesnaam Mary Ann Walker, bijnaam "Polly"), geboren op 26 augustus 1845 en vermoord op 31 augustus 1888 in Buck's Row, Whitechapel. Omstreeks half twee in de nacht verliet Mary Ann "Polly" Nichols een pension omdat ze geen geld had voor een slaapplaats. Ze is vervolgens om half drie voor het laatst gezien, op de hoek van Osborn Street en Whitechapel Road. Ruim een uur later, omstreeks tien over half vier, werd haar lichaam gevonden in Buck's Row, een achterafstraatje in Whitechapel, zonder dat iemand in de tussentijd iets bijzonders had opgemerkt. De lijkschouwer rapporteerde dat Nichols' keel was doorgesneden tot aan de halswervels; ook haar buik was verscheidene keren doorstoken. Alle wonden waren met hetzelfde wapen toegebracht, een vrij scherp mes van ten minste twintig centimeter lang dat met groot geweld gebruikt was. Plaats en richting van de letsels deed vermoeden dat ze toegebracht waren door een linkshandig persoon.
2. Annie Chapman (meisjesnaam Annie Eliza Smith, bijnaam "Dark Annie"), geboren in september 1841 en vermoord op 8 september 1888 in de tuin van Hanbury Street 29, Whitechapel. Haar buik was opengesneden en haar baarmoeder was vakkundig verwijderd.[2]
3. Elizabeth Stride (meisjesnaam Elisabeth Gustafsdotter, bijnaam "Long Liz" of "Lucky Liz"), geboren in Zweden op 27 november 1843 en vermoord op 30 september 1888 in Dutfield's Yard, bij Berner Street. Werd gevonden met doorgesneden keel. Zij is de enige die niet ernstig is verminkt.
4. Catherine Eddowes (roepnaam Kate, gebruikte ook de achternamen "Conway" en "Kelly" van de mannen waarmee ze samenwoonde, Thomas Conway en John Kelly), geboren op 14 april 1842 en vermoord op 30 september 1888 in Mitre Square in de City. Haar baarmoeder ontbrak en ook de linker nier. In beide wangen was een flap gekerfd.
5. Mary Jane Kelly (beweerde dat haar echte naam "Marie Jeanette Kelly" was, gebruikte soms de naam "Mary Ann Kelly", bijnaam Ginger oftewel "Rooie"), naar verluidt geboren in Ierland rond 1863 en vermoord op 9 november 1888 in haar gehuurde eenpersoonskamer in Miller's Court 13 bij Dorset Street. Zij had grove verminkingen, haar hele buik was ontdaan van organen en haar hart ontbrak.

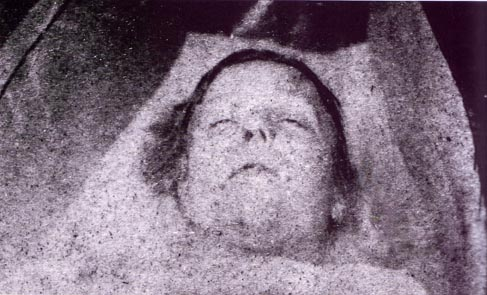
Mary Ann Nichols in het mortuarium
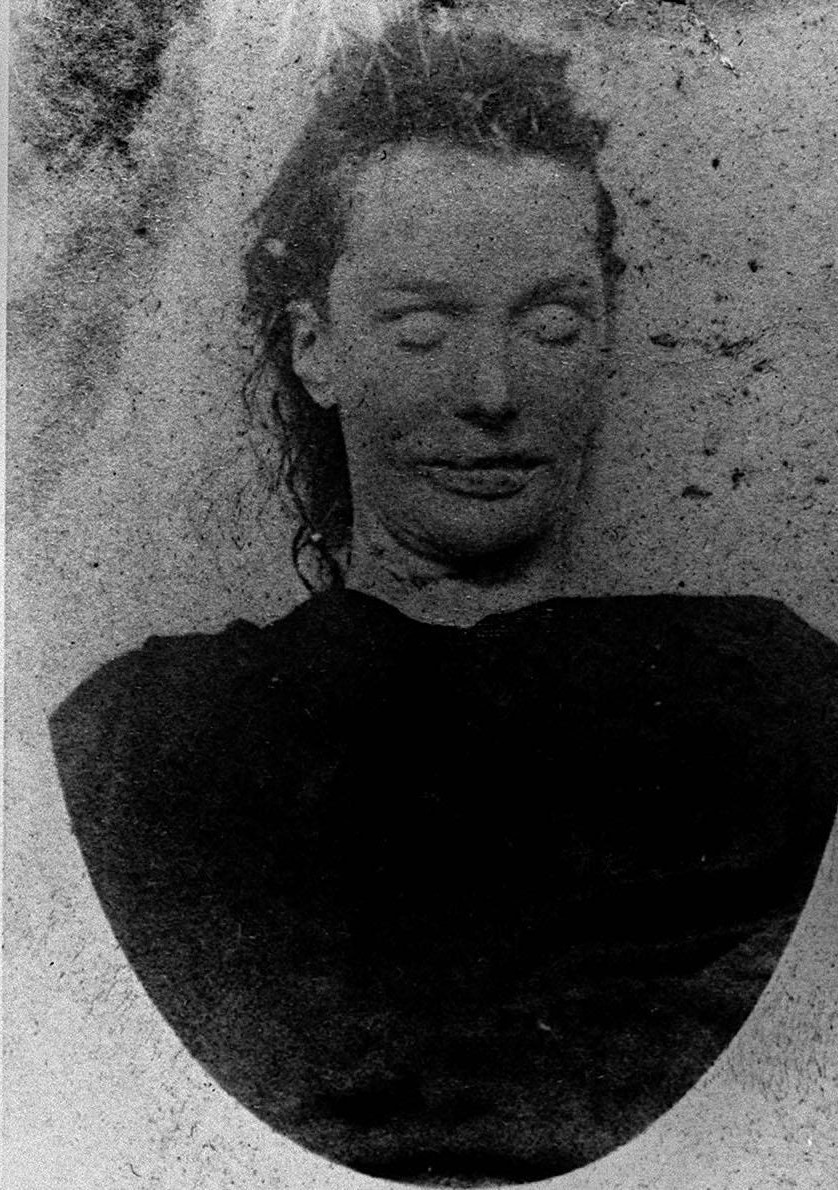
Elizabeth Stride
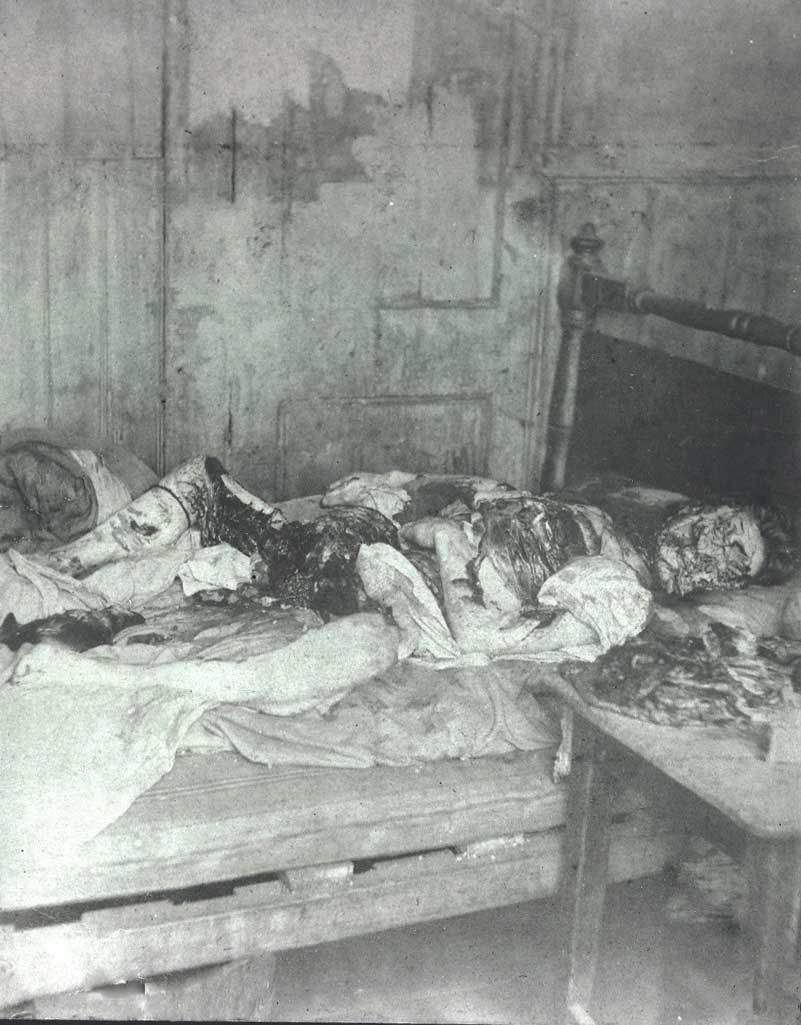
Het verminkte lichaam van Mary Kelly aan Miller's Court 13. Officiële politiefoto

Aangezien Elizabeth Stride en Catherine Eddowes in dezelfde nacht vermoord zijn werd dit al snel de 'dubbele gebeurtenis' genoemd. Die nacht werd ook een bebloed schort gevonden naast een muur waarop met krijt "The Juwes are the men that will not be blamed for nothing" geschreven was. Dit wordt het Goulston Street graffito genoemd. Gezien de reeds bestaande spanningen en verdachtmakingen naar de Joden werd het krijt al snel van de muur gehaald. Een andere theorie vertelt dat Juwes niet slaat op Joden ("Jews") maar op Jubela, Jubelo en Jubelum. Deze drie mensen vermoordden Hiram Abiff, een belangrijk persoon binnen de vrijmetselarij, waardoor duidelijk zou worden dat de moorden een onderdeel zouden zijn van een vrijmetselaarsrite.
Sommige "Ripperologen" vinden dat op de lijst van vijf Elizabeth Stride en Mary Jane Kelly niet thuishoren; Stride was nauwelijks verminkt en werd (als de getuigen geloofd mogen worden) in het openbaar aangevallen, Kelly was jonger dan de andere slachtoffers, werd binnenshuis aangevallen en haar verminkingen waren ernstiger dan die van de rest.

### Overeenkomsten tussen de slachtoffers
De meeste van de canonieke slachtoffers waren rond de 40, een betrekkelijk oude leeftijd voor prostituees. Enige uitzondering hierop was Kelly, die in de 20 was. Vrijwel allemaal waren ze verslaafd aan alcohol. John E. Douglas, een van de eerste FBI profilers, nam aan dat de vrouwen De Ripper aanspraken en dat hij het contact met hen niet hoefde te initiëren. Hij meende dat dit het geval was, omdat De Ripper zich presenteerde als een individu met voldoende geld om seks te kopen bij de prostituees. Hallie Rubenholds twijfel of het hier wel om prostituees ging, zou mogelijk invloed hebben op de wijze waarop Douglas de victimologie benaderde.

### Mogelijke slachtoffers
Bovenstaande vijf vrouwen worden algemeen aangeduid als de slachtoffers van Jack the Ripper, maar er zijn slachtoffers van andere, soortgelijke aanvallen uit die tijd, die door sommigen zijn voorgedragen als aanvullingen op de lijst. Over deze slachtoffers is in het algemeen weinig bekend. FBI profiler Douglas twijfelde er niet aan dat er nog andere aanvallen waren geweest in Whitechapel die ofwel niet gemeld waren ofwel afgedaan waren als het werk van een ander.

## Verdachten
Het wegnemen van de lichaamsdelen van de slachtoffers werd vakkundig uitgevoerd. Om deze reden zijn er theorieën die stellen dat de dader wellicht chirurg of slager was.
Andere theorieën wijzen richting het Britse koningshuis; prins Albert Victor zou een kind hebben verwekt bij een prostituee. Om een internationaal schandaal te voorkomen, zouden vooraanstaande leden van de Britse hofhouding getuigen uit de weg hebben geruimd of laten ruimen. Een naam die in deze zogenaamde Royal Conspiracy Theory genoemd wordt is die van sir William Gull, de lijfarts van koningin Victoria. Gull, een bekwaam arts en lid van de Britse vrijmetselarij, zou zich veelvuldig bezig hebben gehouden met occulte rituelen, voortkomend uit de vrijmetselaarsbeweging. De vijf plaatsen delict vormen op de kaart van Londen de vijf punten van een pentagram, een teken dat in de vrijmetselarij vaker voorkomt. Ook andere vrijmetselaars worden genoemd, onder wie Lord Randolph Churchill, de vader van Winston Churchill. De theorie over Churchill brengt de moorden eveneens in verband met de escapades van prins Albert Victor en ziet in de moorden rituele slachtingen, uitgevoerd door een vrijmetselaar.
Hoewel verdachten in alle lagen van de bevolking gezocht werden, verklaarde de inspecteur die belast was met het onderzoek van de Whitechapel-moorden (inspecteur Frederick Abberline) dat "hij en zijn collega een hoop over de zaak en de dader te weten waren gekomen, maar dat hij, conform zijn belofte, zich niet zou uitlaten over de moorden. De dader hoeft men echter niet te zoeken in de lagere klassen van de Britse samenleving. De dader zou tot de elite behoren", aldus Abberline die het spreekverbod dat hij opgelegd had gekregen serieus nam.
Ruim een eeuw na de moorden beweerde schrijfster Patricia Cornwell in het boek Portret van een moordenaar (2002) dat de schilder Walter Sickert weleens Jack the Ripper zou kunnen zijn. Sickert gaf schilderles aan Prins Albert Victor. Cornwell baseert zich op onderzoek en DNA-testen die zij uitgevoerd heeft op brieven van zowel Jack the Ripper als Sickert. Ook heeft zij 211 brieven van the Ripper bestudeerd en is er vrijwel zeker van dat zij hiermee het mysterie van the Ripper heeft opgelost. Zij vertelt in haar boek over de zoektocht die zij ondernam om haar gelijk te bewijzen.
FBI profiler John Douglas meende daarentegen juist dat onderzoekers de brieven links moesten laten liggen; volgens zijn profiel zou De Ripper geen contact hebben opgenomen met de politie. Hij meende dat het om een witte man ging, van 28 tot 36 jaar oud, iemand die niet al te veel opvalt. Hij zou zijn opgegroeid in een familie met een dominante moeder, die waarschijnlijk veel dronk en veel mannen opzocht. Zijn vader zou al dan niet fysiek afwezig zijn. Hij zou waarschijnlijk werk verrichten waar hij alleen kon werken, omdat hij een eenling was. Op zijn werk zou hij zijn destructieve fantasieën, die ook blijken uit de mutilaties van de lichamen van zijn slachtoffers, ook kunnen botvieren. Hij werkte dus mogelijk als slager of hulp van een doodgraver, medische onderzoeker of in het ziekenhuis. Mogelijk werkte hij in het Royal London Hospital, dat slechts één huizenblok verwijderd is van de eerste moord. Hij werkte doordeweeks, omdat alle moorden op vrijdagnacht, zaterdag of zondag gepleegd werden. Douglas schatte in dat de politie hem verscheidene keren gesproken had, maar dat hij zo 'normaal' was dat zij hem niet aanzagen voor Jack the Ripper. Hij meende niet dat de Ripper zelfmoord had gepleegd na de laatste moord, maar dat hij wellicht bijna gepakt was, ondervraagd was door de politie of misschien opgepakt was in verband met een andere misdaad.
De Britse zakenman Russell Edwards stelde in 2014 te kunnen bewijzen dat de dader de Poolse Jood Aaron Kosminski was. Deze man stond al jaren hoog op de lijst om als The Ripper geïdentificeerd te worden, maar bewijsmateriaal kon nooit geleverd worden. Met nieuwere technieken werd er DNA teruggevonden op een sjaal die naar verluidt naast het lijk van Catherine Eddowes was teruggevonden. Naast bloed van Eddowes (waardoor men zeker wist dat de sjaal op de plaats delict aanwezig was geweest) werd ook sperma teruggevonden op de sjaal. Door DNA uit het sperma te vergelijken met DNA van de nazaten van Kosminski, concludeerde Edwards dat de Poolse immigrant de dader moest zijn geweest. Zijn DNA kon nu gelinkt worden aan een van de moorden. Kosminski was 23 jaar ten tijde van de moorden en hij woonde en werkte als kapper in de wijk waar alle moorden plaatsvonden. Hij overleed op 53-jarige leeftijd in een gesticht aan gangreen. De conclusie van Edwards was vrijwel direct omstreden. Zo is niet met 100% zekerheid vast te stellen of de sjaal inderdaad van Eddowes was en waar die sjaal de voorbije 125 jaar geweest was. Ook de gebruikte testmethoden waren volgens critici nog onvoldoende gedocumenteerd. Vier deskundigen op het gebied van DNA-analyse haalden Edwards theorie in oktober 2014 verder onderuit. Zij stelden vast dat moleculair bioloog Jari Louhelainen een essentiële fout had gemaakt bij het analyseren van het DNA gevonden op de 'Eddowes-sjaal'. Dat betekende dat er geen enkele connectie kon worden vastgesteld tussen Kosminski en Eddowes, anders dan die in de theorieën die al decennia de ronde deden.

### Vrouwelijke verdachten
In de Ripperzaak was er ook een vrouwelijke verdachte, die Jill the Ripper als pseudoniem kreeg. Sir Arthur Conan Doyle, de schrijver van Sherlock Holmes, opperde dat de Ripper wel eens een vrouw zou kunnen zijn. Een vrouw kon zich immers, aldus Doyle, makkelijk voordoen als kraamhulp of verloskundige en daarmee een excuus hebben om bebloede kleding te dragen. In 1939 werd deze theorie nieuw leven ingeblazen door William Stewart in zijn boek Jack the Ripper: A New Theory, waarin hij specifiek Mary Pearcey noemde in relatie tot de moorden, een vrouw die in 1890 een moeder en haar baby op brute wijze vermoordde. Echter, het bewijsmateriaal dat in het boek gepubliceerd werd, was slechts gebaseerd op toevalligheden. Er zijn geen officiële bewijzen dat Mary Pearcey iets te maken heeft met de Rippermoorden.
In 1988 stelde FBI profiler John Douglas een profiel op van Jack the Ripper. Hij wees resoluut de mogelijkheid van een vrouwelijke dader van de hand; het zou hier gaan om lustmoorden, moorden waarbij gefocust wordt op genitaliën. Dit type moorden is niet seksueel getint, maar houdt in dat de dader bijvoorbeeld de vagina en baarmoeder verwijdert, zoals gebeurde bij Annie Chapman.
In mei 2006 is het speeksel dat op postzegels van een aantal Ripperbrieven zat, onderworpen aan DNA-onderzoek. Het onderzochte DNA bleek afkomstig te zijn van een vrouw. De wereldpers pakte de oude theorie weer op en er werd wereldwijd gediscussieerd over de mogelijke betrokkenheid van Mary Pearcey bij de Rippermoorden.
Naast Mary Pearcey worden ook andere vrouwen als mogelijke dader genoemd. Opvallend is Florence Maybrick. Zij vermoordde haar man, James Maybrick, die eveneens als verdachte wordt beschouwd.
In 2012 kwam John Morris met de naam van een andere vrouw als verdachte: Lizzie Williams, echtgenote van Sir John Williams. In zijn 'Jack the Ripper: The Hand of a Woman' gaat hij onder meer in op het feit dat bij drie slachtoffers de baarmoeder was verwijderd – Lizzie Williams kon geen kinderen krijgen. Geen van de vrouwen was seksueel misbruikt. Haar man, arts in een abortuskliniek, had een affaire met Mary Kelly.

### Overzicht
Dit is een lijst van mogelijke daders:
- H.H. Holmes
- Joseph Barnett
- Alfred Napier Blanchard
- William Henry Bury
- George Chapman
- Lord Randolph Churchill
- David Cohen
- Dr. Thomas Neill Cream
- Federick Bailey Deeming
- Edgar Degas
- Lewis Carroll
- Montague John Druitt
- Sir William Withey Gull
- George Hutchinson
- Kelly James
- Aaron Kosminski
- Jacob Levy
- Florence Maybrick
- James Maybrick
- Frank Miles
- Michael Ostrog
- Mary Pearcey
- Dr. Alexander Pedachenko
- John Pizer
- Walter Sickert
- James Kenneth Stephen
- Robert D'Onston Stephenson
- Francis Thompson
- Dr. Francis Tumblety
- Nicholas Vassily
- Prins Albert Victor
- Sir John Williams
- Lizzie Williams, echtgenote van sir John Williams

## Jack the Ripper in de media

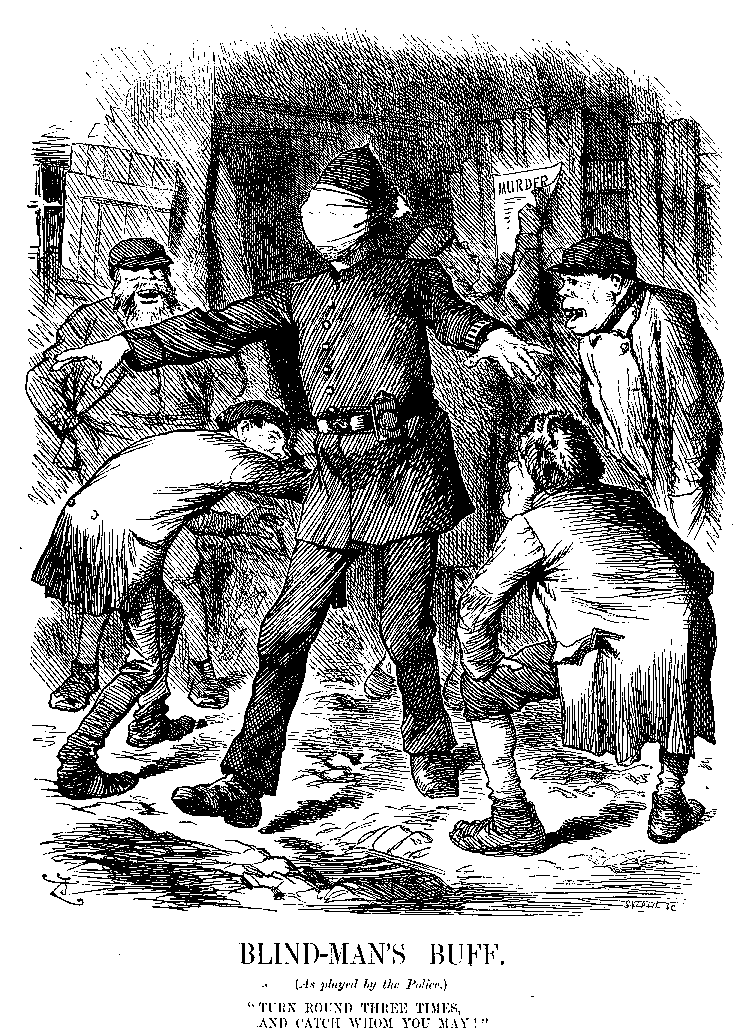
Blindemannetje, gespeeld door de politie, spotprent uit het tijdschrift Punch, 22 september 1888

De Rippermoorden gaven aanzet tot een belangrijke verandering in de Britse samenleving. Jack the Ripper was niet de eerste seriemoordenaar, maar zijn daden wekten voor het eerst een wereldwijde sensatie op. De mythologie die ontstond doordat de Ripper nooit werd gevonden, werkte door op de publieke perceptie van latere seriemoordenaars.
Men neemt aan dat de bijnaam van de moordenaar, 'Jack The Ripper', door een journalist werd bedacht om een verhaal wat levendiger te maken. De naam verscheen voor het eerst in een brief waarvan de schrijver beweerde de gezochte moordenaar te zijn, maar de meeste experts geloven tegenwoordig dat de brief nep is.
Het gebruik van dergelijke bijnamen door de pers is sinds Jack the Ripper gemeengoed geworden. Voorbeelden zijn de Boston Strangler en de Beltway Sniper.
From Hell is een stripreeks over Jack the Ripper door stripschrijver Alan Moore en getekend door Eddie Campbell. De reeks maakt een soort synthese van de bestaande theorieën waarbij een link wordt gelegd tussen de moorden, de vrijmetselarij en de Britse koninklijke familie. De strip werd in 2001 verfilmd (From Hell) met Johnny Depp in de hoofdrol. De film is fictie. Het personage Jack the Ripper bestaat, maar daar blijft het bij. Het mysterie is niet opgelost.

### Films over Jack the Ripper
- The Lodger: A Story of the London Fog (1927); Britse thriller gebaseerd op de roman The Lodger
- The Lodger (1944); Amerikaanse horrorthriller gebaseerd op de roman The Lodger
- Jack the Ripper (1959); Britse thriller
- Hands of the Ripper (1971); Britse horrorthriller
- Jack the Ripper of London (1971); Spaans-Italiaanse horrorfilm van José Luis Madrid
- Jack the Ripper (1976); horrorthriller van Jesús Franco met Klaus Kinski als Jack the Ripper
- The New York Ripper (1982); giallo van Lucio Fulci geïnspireerd op Jack the Ripper
- Bridge across Time (1985); Amerikaanse horrorfilm
- The Ripper (1985); Amerikaanse horrorfilm
- Ripper Man (1995); Amerikaanse thriller
- The Ripper (1997); Amerikaans-Australische thriller
- Ripper (2001); Canadees-Britse horrorthriller
- Ripper 2: Letter from Within (2004); vervolg op Ripper uit 2001
- Jack the Ripper (2016); Duitse thriller
- Razors: The Return of Jack the Ripper (2016); Britse horrorfilm
- Batman: Gotham by Gaslight (2018); Batman-animatiefilm in een alternatief Victoriaans tijdperk
- Jack the Ripper - The Case Reopened (2019); documentaire
- Ripper Untold (2021); Britse horrorfilm

### Televisieseries
- Jack the Ripper (1988); Britse miniserie
- Ripper Street (2012-2016)
- American Ripper (2017); Amerikaans-Britse documentaireserie
- The Ripper (2020); Britse documentaireserie

### Muziek
- Magoria - JtR1888 (2019); Rockopera

## Brieven
Men weet niet hoeveel brieven Jack the Ripper heeft geschreven en gestuurd naar de politie of de pers. Alhoewel het mogelijk is dat er nooit een brief van de echte moordenaar bij was, wordt over het algemeen aangenomen dat de From Hell-brief door Jack the Ripper zelf werd geschreven. Dit vermoeden bestaat doordat de brief verpakt was met de helft van een menselijke nier, waarvan men vermoedde dat die afkomstig was van Catherine Eddowes. Twee andere brieven, de Dear Boss-brief en de Saucy Jacky-briefkaart, zijn waarschijnlijk het bekendst en hebben de moordenaar aan zijn bijnaam geholpen. Beide werden mogelijk niet door de moordenaar zelf geschreven.